# George Phipps
Pour les articles homonymes, voir Phipps.
George Augustus Constantine Phipps, 2e marquis de Normanby (23 juillet 1819 au 3 avril 1890) est un homme d'État britannique.
Il est le fils de Constantine Phipps (1er marquis de Normanby) et devient marquis de Normanby en 1863 (auparavant, il est appelé comte de Mulgrave). C'est un homme politique libéral qui est lieutenant-gouverneur de Nouvelle-Écosse (1858-1863), du Queensland (1871-1874), de Nouvelle-Zélande (1874-1879) et du Victoria (1879-1884).

## Sources
- (en) Cet article est partiellement ou en totalité issu de l’article de Wikipédia en anglais intitulé « George Phipps, 2nd Marquess of Normanby » (voir la liste des auteurs).